# A. Le Coq Arena
A. Le Coq Arena (znany jako Lilleküla Stadium podczas rozgrywek UEFA) – stadion piłkarski w Tallinnie (Estonia), na którym swoje mecze rozgrywa reprezentacja Estonii w piłce nożnej oraz kluby piłkarskie Flora Tallinn i Levadia Tallinn. Obiekt ten nosi nazwę estońskiego browaru z Tartu, A. Le Coq, pochodzącą od imienia i nazwiska założyciela firmy, Alberta L. J. Le Coqa. Pojemność 14,405 czyni go największym stadionem piłkarskim w Estonii.

## Historia
Budowa obiektu ruszyła w październiku 2000 roku, niedługo po uzyskaniu przez Florę Tallinn zgody rady miejskiej w Tallinnie. Stadion został zaprojektowany przez Haldo Oravasa.
Oficjalne otwarcie stadionu miało miejsce 2 czerwca 2001 roku podczas meczu eliminacji Mistrzostw Świata 2002 pomiędzy Estonią i Holandią. Pierwszą bramkę na nowo otwartym obiekcie zdobył reprezentant gospodarzy Andres Oper, strzelając na 1:0 w 65 minucie. Mecz zakończył się porażką reprezentacji Estonii 2:4.
W styczniu 2002 roku browar A. Le Coq wykupił prawo do nazwy stadionu, stąd zmiana jego nazwy z Lilleküla Stadium na A. Le Coq Arena.
Poza innymi meczami piłki nożnej oraz różnego rodzaju wydarzeniami sportowymi, na A. Le Coq Arena odbyło się w przeszłości wiele koncertów, w tym np. Lenny'ego Kravitza w 2005 i Aerosmith w 2007 roku. W dniach 24–26 lipca 2015 roku odbył się międzynarodowy kongres specjalny Świadków Jehowy ph. „Naśladujmy Jezusa!”.
Podczas Mistrzostw Europy U-19 w 2012 roku stadion był gospodarzem 6 z 15 meczów, w tym finału.
W 2012 roku Flora Tallinn odstąpiła prawa własności do kompleksu piłkarskiego Lilleküla Football Complex, w tym A. Le Coq Arena, na rzecz Estońskiego Związku Piłki Nożnej, który finalnie został jego właścicielem.
We wrześniu 2016 roku ogłoszono, że stadion będzie gospodarzem meczu o Superpuchar Europy 2018. W związku z przygotowaniami do tego wydarzenia, pojemność stadionu została zwiększona z 10,500 do około 13,000 miejsc. Frekwencja wyniosła 12 424 widzów ustanawiając rekord obiektu. Mecz o Superpuchar Europy 2018 pomiędzy Realem Madryt, zwycięzcą Ligi Mistrzów 2017/2018 a Atletico Madryt, zwycięzcą Ligi Europy 2017/2018, został rozegrany 15 sierpnia 2018 roku i zakończył się wygraną Atletico 4:2 po dogrywce.

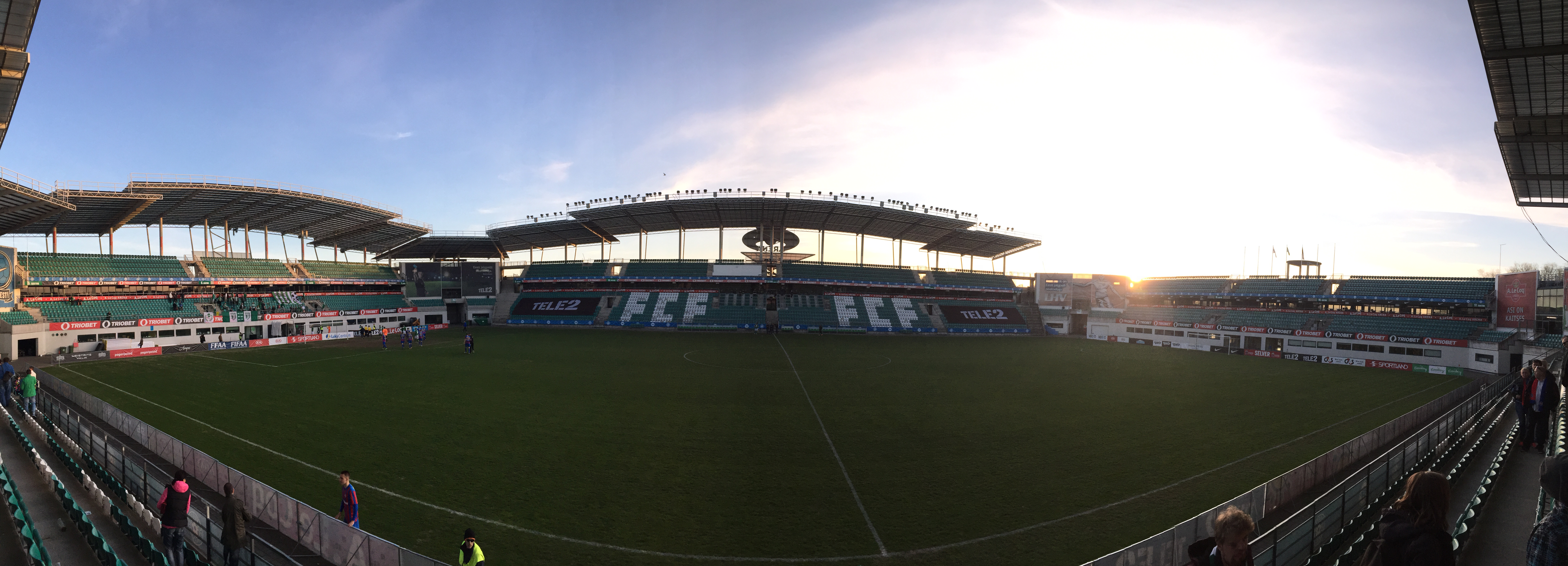
Panorama stadionu

## Lilleküla Football Complex
Stadion A. Le Coq Arena jest punktem centralnym kompleksu piłkarskiego o nazwie Lilleküla Football Complex, w którego skład wchodzą również dwa trawiaste boiska, dwa boiska posiadające sztuczną murawę oraz hala sportowa.